# Râul Izvorul Căldării
Râul Izvorul Căldării este un curs de apă, afluent al Râului Mare. 